# 로다 조던
로다 조던(Rhoda Jordan)은 미국의 배우, 각본가, 영화배우이다. 캘리포니아주 로스앤젤레스 출신의 배우이자 시나리오 작가로 DMX (래퍼), Aquanoids, 데스 팩토리와 티퍼니 셰피스의 네버 다이 얼론(Never Die Alone)에 출연했다. 그녀는 아프리카계 미국인과 필리핀 출신이다.
로다 조던은 2008년 7월 판타지아 페스티벌(Fantasia Festival)에서 세계 초연되었고, 2008년 9월 판타스틱 페스트(Fantastic Fest)에서 미국 초연된 영화 룰 오브 스리(Rule of Three)의 각본을 쓰고 조연을 맡았다.
2011년 조던은 잭 케첨(Jack Ketchum)의 단편 소설 "메일 오더"(Mail Order)를 각색한 단편 영화를 제작했다.
조던은 재즈 기타리스트 스탠리 조던의 자매이자 작가이자 감독인 에릭 셰피로(Eric Shapiro)의 아내이다.

## 영화
- 룰 오브 쓰리 (2008년)
- 아쿠아노이드 (2003년) - 크리스티나 역